# Концептний розтяг
Конце́птний розтяг (від англ. Conceptual stretching) — це використання у порівняльних дослідженнях поняття, сформованому в одних обставинах, для позначення нового явища, лише зовні схожого з звичним і закріпленим концептом. При цьому поняття «розтягується» з метою охопити нову дійсність. При тому, можна сказавши менше і туманніше, охопити більший простір. Найчастіші зловживання феноменом припали на ХХ. століття, коли політологічні поняття, котрі виникли й усталился на Заході, помилково застосовувалися дослідниками для опису нових процесів і явищ, що виникли поза межами Заходу.

## Виникнення поняття
У 1970. році італійський і американський політолог Джованні Сарторі у своїй статті «Спотворення концептів у порівняльній політології» (від англ. Concept Misformation in Comparative Politics) ввів поняття концептной натяжки. У статті Сарторі оцінив досвід розвитку порівняльної політики у другій половині ХХ століття і виділив одну з ключових проблем в даній сфері, яка полягає в тому, що велика кількість досліджень страждають від спотворення концептів. Концептні розтяги виникли в період, коли у дослідників з'явилася потреба оновити термінологію за неможливости застосувати звичні, застарілі поняття для опису нововиниклих явищ (рухів, процесів, груп). Однак, в тому числі і внаслідок несвідомих дослідників, неглибокого аналізу і неправильного вживання професійної мови, вчені стали позначати звичними поняттями геть різні явища. Така підміна понять при узагальненні великого фактичного матеріалу є серйозною проблемою для представників соціальних наук.
В рамках нової політичної науки відбувається процес переосмислення звичних концептів, частіше зустрічаються концептні розтяги, свідомої спроби зробити концептуалізацію ціннісно безсторонньою. Концептний розтяг — шлях найменшого опору, унаслідок чого у спробах охопити більшого простору втрачається змістова точність. Крім втрати точності, компаративістське розширення дисципліни призводить до виникнення розмитих і невизначених концептуалізацій. При тому, у політології важливі універсальні категорії — концепти, які завжди застосовні. Однак, якщо вони виявляються розмитими категоріями, то виникають псевдосоответствия, що веде до ще більшої кількості невизначених концептів.
Проблема «переміщення концептів» є вкрай актуальною, адже для того, щоб провести якісне дослідження, необхідно точно визначитися з термінологією і використовувати концепти, пам'ятаючи про їх «переміщення» у значенні. В результаті дослідники зіткнулися з нестачею впорядкованості у використанні понять і процедур порівняння. Деякі політологи, зокрема, компаративісти, при дослідженнях використовують понятійний апарат як даність,оминаючи смислову сторону концептів.

## Ключові положення Сарторі
1. Перш ніж почати дослідження, необхідно сформувати вихідний концепт. Поставити питання «Що є предметом дослідження?». Концепти — головні елементи суджень, які в як такі несуть в собі і зумовлюють принципи інтерпретації та спостереження.
2. Концепти повинні володіти певною кількістю ознак. Сарторі називає концепти «контейнерами[4]» для збору і зберігання необхідних фактів (тобто ознак). Наприклад, концепт «тоталітаризм» передбачає такі ознаки, як «поліцейський контроль за всім суспільством» «монополію влади на ЗМІ» і т. д.
3. Для того, щоб точно розібратися із змістом концепту і його місцем серед інших, Джованні Сарторі запропонував користуватися сходами абстракції[5]. Певні чітко виявлені властивості (ознаки), властиві кожному концепту, визначають його положення на сходах абстракції. Чим туманнішими поняття, тим менше у нього таких атрибутів. Ближче до верхівки «сходи» знаходяться розпливчасті поняття, що володіють малою кількістю атрибутів, і навпаки.
4. Для того, щоб провести грамотний порівняльний аналіз, необхідно виявити, чи належать досліджувані явища однієї категорії. Якщо ж явища відносяться до різних концептів, аналіз можна вважати недостовірними. На даному етапі дослідники і вдаються до концептным натяжкам, розширюючи значення і сферу застосовності того чи іншого концепту. Іншими словами, перейшовши на сходинку вгору по сходах абстракції.

## Проблеми
Концептная натяжка є причиною наступних проблем:
1. Втрата змістової точності дослідження;
2. Виникнення невизначених понять і збилися теорій, що, в свою чергу, вказує не тільки на крайню ступінь спрощення в дослідженні, але і на його марність;
3. Неможливість за рахунок збільшення охоплення компенсувати втрати з точки зору конкретності. Будь-які спроби такої компенсації є оманливими.
4. Проблеми концептуалізації явища. Перш ніж переходити до операціоналізації, явище необхідно концептуалізації. Якщо концептуалізація слабка (занадто розмите зміст, під яку потрапляє величезна кількість об'єктів), то ймовірність відбору непотрібних індикаторів збільшується.
5. Некоректне опис мінливої політичної реальності.

## Способи вирішення проблем
За браку впорядкованости щодо використання понять можна вдатися до методу логічного сходження від абстрактного до конкретного, тобто  сходами абстракції (від англ. ladder of obstraction). Це праця із обсягом і змістом понять. Що вище знаходиться поняття на «сходах», то абстрактніші вони, а значить, їх можна застосувати до більшої кількості явищ. При цьому, зміст таких понять і область їх порівнянь звужується. Сходи абстракції дозволяє домогтися придбань у плані охоплення, не нехтуючи точністю (відмінність і взаємозв'язок між обсягом і змістом).

## Два способи сходження сходами абстракції
1. Концепт стає більш конкретним за допомогою розгортання його характеристик: для того, щоб зафіксувати якомога більше характеристик якого-небудь явища, необхідно вкласти в поняття мінімальний обсяг, забезпечивши його максимальним смисловим наповненням (збільшення обсягу, урізання сенсу) — логічний спосіб. У кінцевому рахунку концепт стає більш загальним (чим ширше він стає, тим менше у нього відмітних ознак, однак їх визначеність зберігається). Приклад: не «сучасні партії», а «сучасні європейські партії».
2. Концепт стає більш абстрактним через скорочення його властивостей (концептная натяжка): для того, щоб максимально збільшити обсяг, узагальнити найбільшу кількість явищ/зробити поняття більш абстрактним, необхідно максимально звузити змістове наповнення концептів (обсяг поняття зростає за рахунок розмивання змісту, не вистачає специфічних характеристик для визначення змісту) — нелогічний спосіб.

## Рівні абстрагування
1. Вищий рівень — концепти мають універсальний сенс, у них один атрибут. Які б то не було змістовні компоненти приносяться в жертву вимогу всеосяжності. Приклад: поняття «країни» застосовно до всіх країн в цілому.
2. Середній рівень — концепти зберігають якусь кількість відмінних ознак (атрибутів). Вони підкреслюють схожість у збиток унікальності. Приклад: поняття «країни Європи».
3. Нижчий рівень — концепти передбачають конкретизацію, у них безліч атрибутів. Точність змісту важливіше широти охоплення, підкреслюється специфіка. Приклад: поняття «країни Європи з мажоритарною виборчою системою».

Згідно з Сарторі, середній рівень є найефективнішим для проведення порівнянь, позаяк концепти, розташовані на ньому, не обмежені змістом, але в той же час їх можна застосувати до не сильно обмеженої кількости явищ. Отже, результати такого порівняння повинні вийти повноцінними.

## Приклад концептного розтягу в політології
Феномен концептної розтягу можна докладно розглянути на прикладі класифікації форм правління. Аналітики вдаються до невиправданого розширення змісту понять, намагаючись приписати до цього не досліджений емпіричний випадок під наявні типології. Таким чином, сенс наявного концепту стає більш розпливчастим, втрачається велика кількість його властивостей.
Твердження, що нинішня форма правління в Росії — президентська, є наочним прикладом концептного розтятгу. За формою правління Російська Федерація є президентською республікою, що включає певні риси, властиві парламентарній республіці. В такому випадку характерні всенародні вибори президента, який формує кабінет з згоди легіслатури і має право розпустити парламент за висловлення їм недовіри кабінету. Специфіка даного випадку полягає в тому, що президент призначає голову уряду за згодою Державної Думи, а членів кабінету — за пропозицією голови уряду. Відмінна риса форми правління в Росії — уряд несе відповідальність перед президентом і перед нижньою палатою парламенту. Такі особливості не дають право називати форму правління в Росії президентської, що було б концептной натяжкою. При президентській формі правління уряд не несе відповідальності перед законодавчим органом.

## Критика
Політолог, кандидат наук Прінстонського університету Томмазо Павоне [Архівовано 11 серпня 2020 у Wayback Machine.] у своїй статті «A Critical Review of Concept Misformation in Comparative Politics» by Giovanni Sartori" критикує ідеї Джованні Сарторі. За його словами, тамтой вчений не дає відповідь на питання, як бути з широкими поняттями, у яких безліч визначень. А точніше, як уникнути помилок при виборі визначення, відповідного досліджуваного явища, а також відповідних ознак (атрибутів). Наприклад, таке поняття, як демократія, має безліч визначень, і кожне з них є придатним у своєму контексті. Не зрозуміло, чи потрібно в якійсь мірі діяти довільно — дотримуватися одного визначення і спиратися на нього в подальшому дослідженні. Однак не факт, що таке визначення буде коректним описом явища в певному контексті. Така концептуалізація може не точно передати зміст поняття і призвести, зрештою, до втрати логіки всього дослідження.